# Leonie Köpp
Leonie Köpp (* 13. April 2007 in Mönchengladbach) ist eine deutsche Fußballspielerin.

## Karriere

### Vereine
Aus der B-Jugendmannschaft von Borussia Mönchengladbach hervorgegangen, rückte Köpp zur Saison 2023/24 in die erste Mannschaft auf. Für den Aufsteiger in die 2. Bundesliga kam sie in 21 Punktspielen zum Einsatz, das erste Mal zum Saisonstart am 19. August beim 2:2-Unentschieden im Auswärtsspiel gegen den Hamburger SV mit Einwechslung für Laura Radke in der 60. Minute. Ihr erstes Tor erzielte sie am 12. November (10. Spieltag) beim 3:2-Sieg im Heimspiel gegen die Zweitvertretung der TSG 1899 Hoffenheim mit dem Treffer zum 2:1 per Strafstoß in der 60. Minute.
Mit ihrer Verpflichtung zur Saison 2024/25 vom Bundesligisten SGS Essen, kam sie zum Saisonstart am 1. September 2024 in der höchsten Spielklasse, bei der 1:2-Niederlage im Heimspiel gegen die TSG 1899 Hoffenheim, das erste Mal zu einem Punktspiel – wenn auch erst mit Einwechslung für Ramona Maier in der zweiten Minute der Nachspielzeit.

### Auswahl- / Nationalmannschaft
Als Spielerin der Auswahlmannschaft des Fußballverbandes Niederrhein kam sie in der Altersklasse U16 im Jahr 2022 und 2023 jeweils in drei Spielen im Turnier um den DFB-Länderpokal an der Sportschule Wedau in Duisburg zum Einsatz.
Für den DFB war sie für die Nachwuchsnationalmannschaften der Altersklassen U15 und U16 aktiv. Ihr Debüt als Nationalspielerin krönte sie am 4. Mai 2022 in Telki (Komitat Pest) beim 3:1-Sieg im Freundschaftsspiel gegen die U15-Nationalmannschaft Ungarns mit ihrem ersten Tor, dem Treffer zur 1:0-Führung in der vierten Minute. Für die U16-Nationalmannschaft debütierte sie am 17. November 2022 in Münster beim 5:0-Sieg im Freundschaftsspiel gegen die U16-Nationalmannschaft Norwegens; auch bei dieser Premiere gelang ihr mit dem Treffer zum 1:0 in der 34. Minute ihr erstes Tor und – mit dem Treffer zum 3:0 in der 51. Minute – ihr zweites.
Seit 2023 spielt sie für die Nachwuchsnationalmannschaft der Altersklasse U17, für die sie ihr erstes Länderspiel am 22. September bestritt. In Burton upon Trent verlor sie das in Freundschaft ausgetragene Länderspiel gegen die U17-Nationalmannschaft Englands mit 0:3. In ihrem elften Länderspiel am 2. Juni 2024 in Waldshut-Tiengen, beim 4:2-Sieg im Freundschaftsspiel gegen die Schweizer U17-Nationalmannschaft, erzielte sie erneut mit dem Treffer zum 1:0 in der 19. Minute das erste Tor des Spiels.

## Erfolge
- Deutscher B-Juniorinnen-Meister 2024